# كلود رافي
كلود رافي (بالفرنسية: Claude Raffy)‏ (مواليد 2 يناير 1945) هو سبّاح فرنسي، مثّل بلاده في الألعاب الأولمبية الصيفية 1960.

## روابط خارجية
كلود رافي على موقع الاتحاد الدولي للسباحة (الإنجليزية)
- كلود رافي على موقع اللجنة الأولمبية الدولية (الإنجليزية)
- كلود رافي على موقع أوليمبيديا (الإنجليزية)